# Manoir Saint-Jean
Pour l’article homonyme, voir Manoir Saint-Jean (Saint-Jean-de-Livet).
Le manoir Saint-Jean est un édifice situé sur le territoire de la commune de Mathieu dans le département français du Calvados.

## Localisation
Le monument est situé dans le département français du Calvados, à Mathieu, rue Édouard-Legrand.

## Histoire
Le manoir est daté du XVIe siècle et XVIIe siècle et occupe l'emplacement d'un manoir plus ancien.
Le maire de la commune Édouard Legrand de 1923 à 1945 a possédé la propriété. L'édifice, après avoir été utilisé longtemps comme ferme, est restauré en 1970.
La façade principale et sa toiture font l'objet d'une inscription au titre des monuments historiques depuis le 6 février 1981.

## Architecture
Le manoir est bâti en pierres, moellons et enduit.
L'édifice comporte une bretèche dans le mur côté rue.

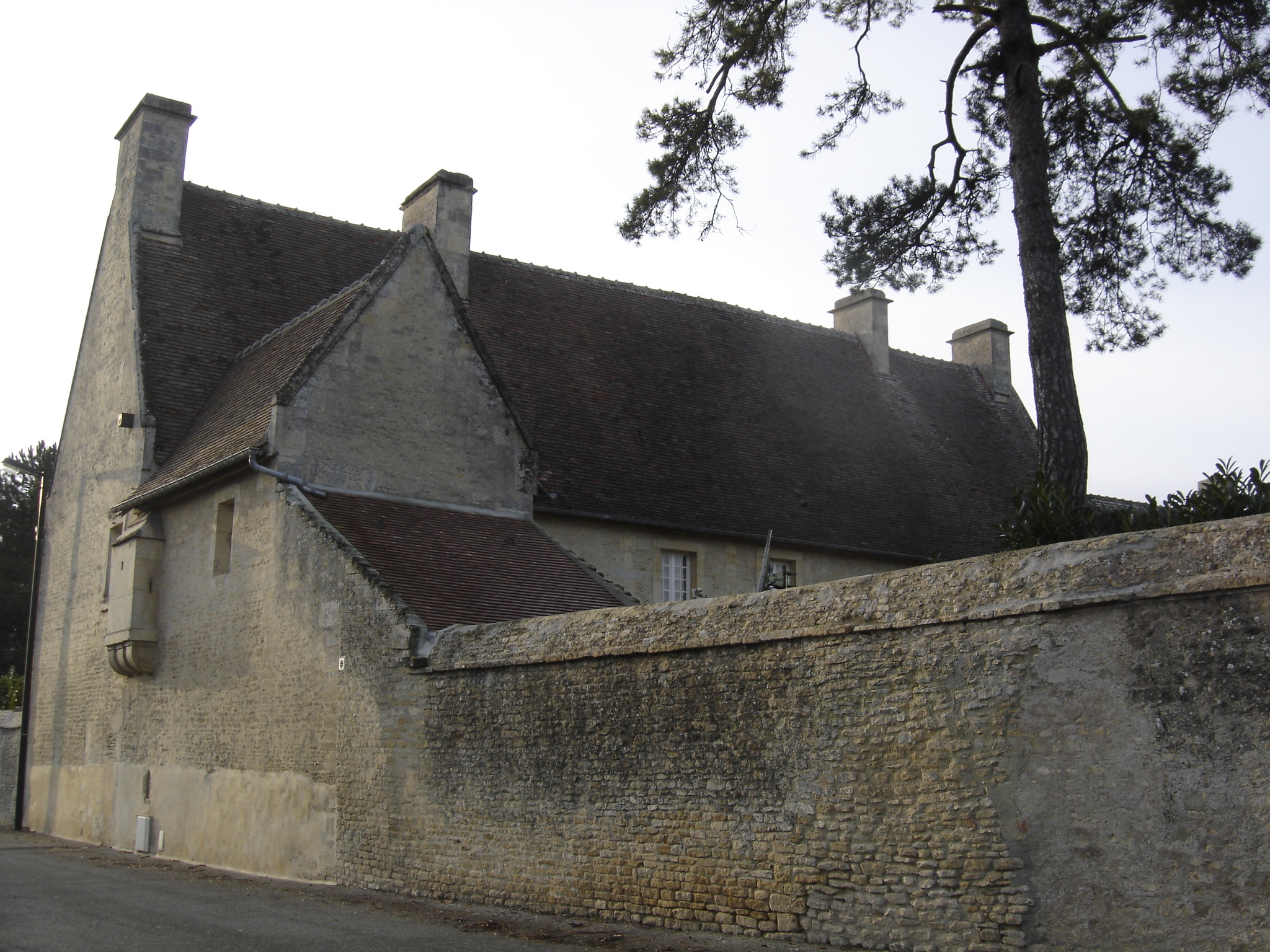
La façade avec la bretèche.